# Pryazierny
Pryazierny (biał. Прыазерны, ros. Приозерный, Prioziernyj) – osiedle na Białorusi, w obwodzie mińskim, w rejonie wilejskim, w sielsowiecie Osipowicze. W 2019 liczyło 21 mieszkańców.